# 十和田市立ちとせ小学校
十和田市立ちとせ小学校（とわだしりつ ちとせしょうがっこう）は、青森県十和田市元町西6丁目にある公立小学校。2025年（令和7年）4月1日時点の児童数は321名。

## 概要
- 本校は、羽立・晴山の両小学校が統合して設立された小学校である。

## 沿革
- 1972年（昭和47年）4月1日 - 羽立・晴山の両小学校が統合し、「十和田市立第六小学校」 開校。ただし、校舎はこの時点では統合できず、「第六小学校○○校舎」として存続。
- 1973年（昭和48年）
  - 1月25日 - 「十和田市立ちとせ小学校」と改称。
  - 4月 - 大字三本木字千歳森125番地[1]に完成した「ちとせ小学校」新校舎で入学式挙行。当時の学区は羽立・晴山両小学校の学区に加え、北園小学校学区の一部・元町・井戸頭団地・土手山地区だった。
- 1974年（昭和49年）2月12日 - 校章と校歌制定。
- 1992年（平成4年）8月30日 - 創立20周年記念式典挙行[2]。
- 1993年（平成5年）3月 - プール工事完了[3]。
- 2014年（平成26年）12月 - 校舎耐震工事完了[3]。
- 2022年（令和4年）10月29日 - 創立50周年記念式典挙行[4]。

## 学区
- 元町西1丁目
- 元町西2丁目
- 元町西3丁目
- 元町西4丁目
- 元町西5丁目
- 元町西6丁目
- 元町東1丁目
- 元町東2丁目
- 元町東3丁目
- 元町東4丁目
- 大字深持（一部）
- 大字洞内（一部）
- 大字三本木（一部）

## 児童数
2025年（令和7年）4月1日現在
| 学年 | １学年 | ２学年 | ３学年 | ４学年 | ５学年 | ６学年 | 特別支援 | 合計 |
| ---- | ------ | ------ | ------ | ------ | ------ | ------ | -------- | ---- |
| 学級 | 2      | 2      | 2      | 2      | 2      | 2      | 5        | 17   |
| 児童 | 45     | 50     | 43     | 49     | 39     | 58     | 37       | 321  |

## 進学先中学校
出典
- 十和田市立甲東中学校
- 十和田市立東中学校

## 周辺
- ちとせ小学校仲よし会 - 同一敷地内。過去には十和田市立ちとせ幼稚園を併設していた。
- 社会福祉法人至誠会第二白菊保育園 - 進学前保育園のひとつ

## アクセス
- 十和田観光電鉄バス「元町」バス停下車後、徒歩約730m・約12分。
- 十和田市役所から、
  - 徒歩約2km弱・約30分。
  - 車で約2km・約4分。

## 参考資料
- 『青森県教育史 別巻』(青森県教育委員会・1973年12月20日発行)「学校沿革 小学校」の739頁「ちとせ小学校」